# Ŭ

Ilustrace

Ŭ (minuskule ŭ, také označované jako U se stříškou) je písmeno latinky, které se používá v jazyce esperanto.
Dále se uplatňuje v latinském přepisu běloruštiny, korejštiny a malajálamštiny k vyjádření zvuku odpovídajícího anglickému w (IPA: /w/).